# Titanium
«Titanium» ― сингл французского диджея и музыкального продюсера Дэвид Гетты при участии певицы Сии из его пятого студийного альбома Nothing but the Beat. Он был выпущен для цифровой загрузки 8 августа 2011 года, как первый из четырёх рекламных синглов альбома. Позже песня была выпущена в качестве четвёртого сингла альбома в декабре 2011 года. Первоначально в песне звучал вокал американской певицы Мэри Джей Блайдж, чья версия песни просочилась в Интернет в июле 2011 года.
Сингл достиг топ-10 в нескольких странах, включая Австралию, Австрию, Канаду, Данию, Финляндию, Францию, Германию, Венгрию, Ирландию, Италию, Нидерланды, Новую Зеландию, Норвегию, Испанию, Швецию, Швейцарию и США. В Великобритании он занял 1-е место.

## Создание

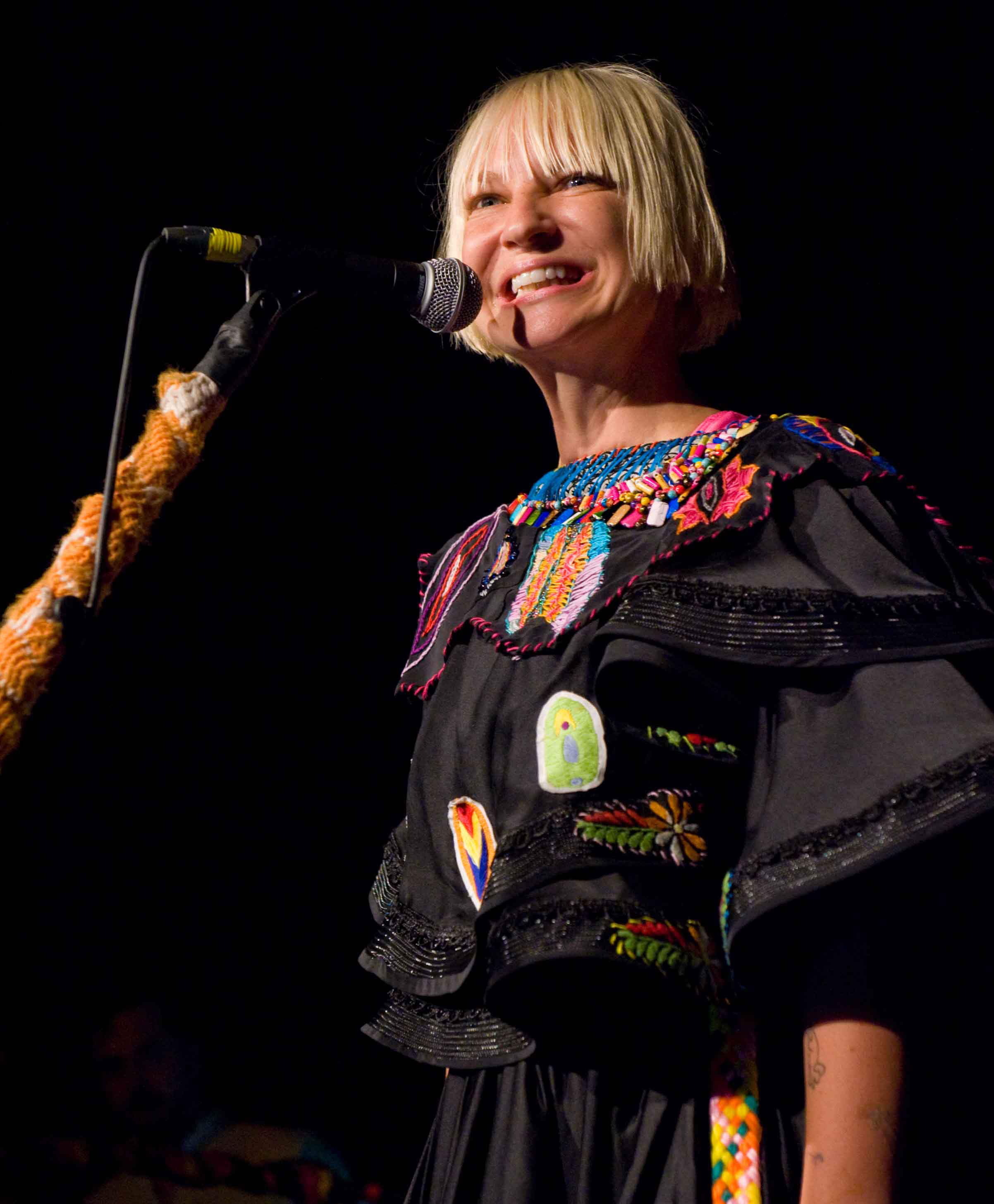
Певица Сиа участвовала в записи и сочинении песни

Песня была написана Сией, Дэвидом Геттой, Джорджо Туинфортом и Афроджеком. Послушав музыку Сии в Интернете, Гетта выбрал певицу для записи своего пятого студийного альбома Nothing But the Beat. В интервью он сказал: 
Я был полностью поражен Сией ... Мне захотелось слушать её музыку снова и снова. У меня много известных певцов в альбоме, но у неё другой стиль, больше похожий на инди. Это делает песню ещё более особенной.

Первоначально в песне звучал вокал американской певицы Мэри Джей Блайдж, чья версия песни просочилась в Интернет в июле 2011 года. Гетта рассказал об его утечке, сказав: 
Вы даже не должны знать о ней. Я бы предпочел не говорить об этом.
 Сиа записала демо-версию песни, которая затем была отправлена Блайдж и другим исполнителям.

Американская поп-певица Кэти Перри была первой, кому предложили этот трек, но она отказалась, потому что посчитала его смысл слишком похожим на её песню «Firework». Инсайдер рассказал: 
Эту песню Сиа написала для Кэти Перри, но та не захотела работать с Геттой.
 По словам менеджера Сии Джонатана Дэниела, она написала песню для американской певицы Алише Киз. Гетта подумывал о том, чтобы обратиться к другим певицам для записи этой песни, однако Перри посоветовала ему оставить вокал Сии. В конце концов Гетта последовал её совету. Сиа рассказала, что Гетта использовал её вокал в песне, не спрашивая разрешения:
Ее спела Мэри Джей Блайдж. Потом он снял ее вокал и снова включил мой вокал, не спросив меня. Затем выпустил сингл. Я не знала, что будет именно так, и расстроилась. Поскольку, я больше не хотела петь и ушла со сцены. Я стала работать только как композитор и автор песен.

## Критика
Песня получила положительные отзывы музыкальных критиков. Дэвид Бирн и Тони Перегрин из Windy City Times назвали песню эпический и энергичной . Роберт Копси из Digital Spy согласился с ними, назвав песню одной из выдающихся. Керри Мейсон из журнала Billboard описал песню как самую причудливую и эпичную.
Песня также получила номинацию в категории лучшая танцевальная работа года на премии APRA Music Awards.
После стрельбы в начальной школе Сэнди Хук в декабре 2012 года песня была снята с радиостанций в США из-за её текста, в котором упоминается оружие.

## Видеоклип
Музыкальное видео было снято режиссёром Дэвидом Уилсоном. Съемки проходили в декабре 2011 года в Сент-Марте-сюр-ле-Лак и в средней школе Дорваль-Жан-XXIII в провинции Квебек, Канада. 14-секундный тизер видео был загружен на официальный аккаунт Гетты на YouTube 16 декабря 2011 года. Премьера клипа состоялась 20 декабря 2011 года. По состоянию на июль 2020 года видео набрало более 1,3 миллиарда просмотров на YouTube.
Сюжет фокусируется на маленьком мальчике, (актер Райан Ли), обладающем сверхъестественными способностями.

## Трек-лист
| №  | Название                                                              | Длительность |
| -- | --------------------------------------------------------------------- | ------------ |
| 1. | «Titanium (featuring Sia)» (Extended)                                 | 5:12         |
| 2. | «Titanium (featuring Sia)» (Alesso Remix)                             | 6:43         |
| 3. | «Titanium (featuring Sia)» (Nicky Romero Remix)                       | 5:40         |
| 4. | «Titanium (featuring Sia)» (Arno Cost Remix)                          | 7:02         |
| 5. | «Titanium (featuring Sia)» (Gregori Klosman Remix)                    | 6:23         |
| 6. | «Titanium (featuring Sia)» (Cazzette's Ant Seeking Hamster Mix Remix) | 6:37         |

## Чарты
| Chart (2011-13)                                      | Peak position |
| ---------------------------------------------------- | ------------- |
| Австралия (ARIA)                                     | 5             |
| Австрия (Ö3 Austria Top 40)                          | 3             |
| Бельгия/Фландрия (Ultratop 50)                       | 10            |
| Бельгия/Валлония (Ultratop 50)                       | 4             |
| Brazil (Billboard Brasil Hot 100)                    | 1             |
| Brazil Hot Pop Songs                                 | 1             |
| Канада (Billboard Canadian Hot 100)                  | 7             |
| Colombia (National-Report)                           | 9             |
| Чехия (Rádio — Top 100)                              | 5             |
| Дания (Tracklisten)                                  | 3             |
| Финляндия (Suomen virallinen lista)                  | 4             |
| Франция (SNEP)                                       | 3             |
| Германия (GfK)                                       | 5             |
| Honduras (Honduras Top 50)                           | 25            |
| Венгрия (Rádiós Top 40)                              | 25            |
| Ирландия (IRMA)                                      | 3             |
| Israel (Media Forest)                                | 1             |
| Италия (FIMI)                                        | 3             |
| Mexico Airplay (Billboard)                           | 10            |
| Нидерланды (Dutch Top 40)                            | 2             |
| Нидерланды (Single Top 100)                          | 4             |
| Новая Зеландия (Recorded Music NZ)                   | 3             |
| Норвегия (VG-lista)                                  | 2             |
| Poland (Polish Dance Club Singles Chart)             | 5             |
| Romania (Romanian Top 100)                           | 7             |
| Шотландия (OCC Scotland)                             | 1             |
| Slovakia (Rádio Top 100 Oficiálna)                   | 13            |
| Словакия (Singles Digitál Top 100)                   | 94            |
| South Korea International Singles (Downloads) (Gaon) | 83            |
| Испания (PROMUSICAE)                                 | 5             |
| Швеция (Sverigetopplistan)                           | 3             |
| Швейцария (Schweizer Hitparade)                      | 9             |
| Великобритания (OCC UK Dance)                        | 1             |
| Великобритания (OCC UK Singles)                      | 1             |
| США (Billboard Hot 100)                              | 7             |
| США (Billboard Adult Pop Airplay)                    | 24            |
| США (Billboard Dance Club Songs)                     | 3             |
| США (Billboard Dance/Mix Show Airplay)               | 2             |
| США (Billboard Pop Airplay)                          | 3             |
| США (Billboard Rhythmic)                             | 13            |
| Venezuela Pop Rock General (Record Report)           | 19            |

| Чарт (2011)                           | Позиция |
| ------------------------------------- | ------- |
| Australia (ARIA)                      | 18      |
| Austria (Ö3 Austria Top 40)           | 21      |
| Belgium (Ultratop 40 Wallonia)        | 76      |
| Germany (Media Control AG)            | 25      |
| Netherlands (Dutch Top 40)            | 10      |
| Netherlands (Mega Single Top 100)     | 20      |
| Sweden (Sverigetopplistan)            | 33      |
| Switzerland (Schweizer Hitparade)     | 56      |
| Чарт (2012)                           | Позиция |
| Belgium (Ultratop 50 Flanders)        | 43      |
| Belgium (Ultratop 40 Wallonia)        | 21      |
| Canada (Canadian Hot 100)             | 23      |
| Germany (Media Control AG)            | 80      |
| Israel (ACUM)                         | 3       |
| Italy (FIMI)                          | 8       |
| New Zealand (RIANZ)                   | 11      |
| Russia Airplay (Tophit)               | 20      |
| Spain (PROMUSICAE)                    | 18      |
| Sweden (Sverigetopplistan)            | 20      |
| Switzerland (Schweizer Hitparade)     | 25      |
| UK Singles (Official Charts Company)  | 4       |
| US Billboard Hot 100                  | 24      |
| US Dance Club Songs (Billboard)       | 23      |
| US Dance/Mix Show Airplay (Billboard) | 3       |
| US Mainstream Top 40 (Billboard)      | 23      |
| Чарт (2013)                           | Позиция |
| Australia (ARIA)                      | 86      |
| Canada (Canadian Hot 100)             | 76      |
| New Zealand (Recorded Music NZ)       | 46      |
| Sweden (Sverigetopplistan)            | 98      |
| UK Singles (OCC)                      | 122     |
| Чарт (2019)                           | Позиция |
| Portugal (AFP)                        | 780     |

| Чарт (2010—2019) | Позиция |
| ---------------- | ------- |
| Australia (ARIA) | 18      |
| UK Singles (OCC) | 31      |

| Чарт             | Позиция |
| ---------------- | ------- |
| UK Singles (OCC) | 67      |

## Сертификации
| Регион | Сертификация  | Продажи    |
| --- | ------------- | ---------- |
| Австралия (ARIA) | 5× Платиновый | 350 000^   |
| Австрия (IFPI Austria) | Платиновый    | 30 000*    |
| Бельгия (BEA) | Платиновый    | 30 000*    |
| Дания (IFPI Danmark) | Платиновый    | 30 000^    |
| Финляндия (Musiikkituottajat) | Золотой       | 6,534      |
| Франция (SNEP) | Золотой       | 150 000*   |
| Германия (BVMI) | Платиновый    | 300,000^   |
| Италия (FIMI) | 2× Платиновый | 60 000*    |
| Мексика (AMPROFON) | 2× Платиновый | 120 000*   |
| Новая Зеландия (RMNZ) | 3× Платиновый | 45 000*    |
| Испания (PROMUSICAE) | Платиновый    | 40 000*    |
| Швейцария (IFPI Switzerland) | 2× Платиновый | 60 000^    |
| Великобритания (BPI) | 4× Платиновый | 2 400 000  |
| США (RIAA) | 2× Платиновый | 2 000 000^ |
| * Данные о продажах приведены только на основе сертификации. · ^ Данные о тиражах приведены только на основе сертификации. · Данные о продажах + прослушиваниях приведены только на основе сертификации. |               |            |